# سيدا كريستالي
سيدا كريستالي (الاسم العلمي: Sida crystallina) هي نوع من المفصليات يتبع جنس السيدا من الفصيلة السيداوية.